# Comuna Chiselet, Călărași
Chiselet este o comună în județul Călărași, Muntenia, România, formată numai din satul de reședință cu același nume.

## Așezare
Comuna se află în extremitatea sudică a județului, pe malul stâng al Dunării, acolo unde aceasta formează granița cu regiunea Silistra din Bulgaria. Este traversată de șoseaua națională DN31, care leagă Oltenița de Călărași.

## Demografie
Componența etnică a comunei Chiselet
     Români (70,81%)
     Romi (23,26%)
     Alte etnii (0,32%)
     Necunoscută (5,61%)
Componența confesională a comunei Chiselet
     Ortodocși (86,02%)
     Penticostali (7,09%)
     Alte religii (1,1%)
     Necunoscută (5,8%)
Conform recensământului efectuat în 2021, populația comunei Chiselet se ridică la 3.104 locuitori, în scădere față de recensământul anterior din 2011, când fuseseră înregistrați 3.392 de locuitori. Majoritatea locuitorilor sunt români (70,81%), cu o minoritate de romi (23,26%), iar pentru 5,61% nu se cunoaște apartenența etnică. Din punct de vedere confesional, majoritatea locuitorilor sunt ortodocși (86,02%), cu o minoritate de penticostali (7,09%), iar pentru 5,8% nu se cunoaște apartenența confesională.

## Politică și administrație
Comuna Chiselet este administrată de un primar și un consiliu local compus din 13 consilieri. Primarul, Mihail Penu[*], de la Partidul Național Liberal, este în funcție din 1996. Începând cu alegerile locale din 2024, consiliul local are următoarea componență pe partide politice:
|  | Partid                    | Consilieri | Componența Consiliului | Componența Consiliului | Componența Consiliului | Componența Consiliului | Componența Consiliului | Componența Consiliului | Componența Consiliului | Componența Consiliului | Componența Consiliului |
|  | ------------------------- | ---------- | ---------------------- | ---------------------- | ---------------------- | ---------------------- | ---------------------- | ---------------------- | ---------------------- | ---------------------- | ---------------------- |
|  | Partidul Național Liberal | 9          |                        |                        |                        |                        |                        |                        |                        |                        |                        |
|  | Partidul Social Democrat  | 4          |                        |                        |                        |                        |                        |                        |                        |                        |                        |

## Istorie
Numele comunei vine de la un boier local, cu numele de Ion Chiseliță, schimbat în 1918 în Chiselet.
La sfârșitul secolului al XIX-lea, comuna făcea parte din plasa Oltenița a județului Ilfov și era formată din satele Chiselet și Surlari, cu o populație de 2400 de locuitori, ce trăiau în 363 de case și 4 bordeie. În comună funcționau o școală mixtă, două biserici și o mașină de treierat cu aburi. Anuarul Socec din 1925 o consemnează în aceeași plasă, având 3068 de locuitori în localitățile Chiselet-Fundu și Surlaru.
În 1950, comuna a fost transferată raionului Oltenița al regiunii București, iar satul Surlari a luat în 1964 denumirea de Dunărea. În 1968, comuna a revenit la județul Ilfov, reînființat, iar satul Dunărea a fost desființat și comasat cu satul Chiselet. În 1981, o reorganizare administrativă regională a dus la transferarea comunei la județul Călărași.

## Monumente istorice
Trei obiective din comună sunt incluse în lista monumentelor istorice din județul Călărași ca monumente de interes local. Două dintre ele sunt situri arheologice — complexul de așezări neolitice din punctul „Măgura Fundeanca”, precum și situl de la sediul fostului C.A.P., sit care cuprinde urmele unei așezări neolitice și ale unei așezări din secolele al II-lea–I î.e.n.
Cel de al treilea monument este clasificat ca monument de arhitectură și este constituit de biserica „Adormirea Maicii Domnului”, din centrul satului Chiselet, construită în anul 1860. Ea este ctitoria soților Ion și Elena Otetelesanu. Pe o icoană cu Sfântul Mare Mucenic Gheorghe este însemnat anul 1863 și numele pictorului Gheorghe Tattarescu.